# Mesochorus aquoreus
Mesochorus aquoreus là một loài tò vò trong họ Ichneumonidae.